# Erma EMP
Die Erma EMP, auch Erma EMP 35 oder Erma MPE genannt, war eine deutsche Maschinenpistole, die von 1931 bis 1938 von der Erfurter Maschinen- und Werkzeugfabrik Berthold Geipel GmbH (ERMA) hergestellt wurde. Die Bezeichnungen EMP und MPE stehen für Erma-Maschinenpistole und Maschinenpistole-Erma. Die Waffe war eine Weiterentwicklung der von Heinrich Vollmer entwickelten Maschinenpistolen VMP (Vollmer-Maschinenpistole) M1925, VMP M1927 und VMP M1930. Die Erma-Maschinenpistolen wurden weltweit exportiert und in Spanien (unter der Bezeichnung MP 41/44) und der Schweiz unter Lizenz produziert. Die Waffe wurde während des Zweiten Weltkrieges von der SS und der Polizei im Deutschen Reich verwendet. Außerdem wurde die EMP im Spanischen Bürgerkrieg und im Chacokrieg eingesetzt.

## Entwicklung
Der Waffenkonstrukteur Heinrich Vollmer entwickelte seine erste Maschinenpistole mit der Bezeichnung VMP M1925 im Jahr 1925 auf Basis der Bergmann MP 18. Wie die späteren Modelle war dieser Prototyp mit einem Kühlmantel für den Lauf und einem zusätzlichen, vorderen Holzgriff ausgestattet. Allerdings wurde die Waffe mit einem 25-schüssigen Trommelmagazin geladen. Der Prototyp wurde zu den Modellen VMP M1927 und VMP M1930 weiterentwickelt. Das Trommelmagazin wurde durch ein 32-schüssiges Stangenmagazin ersetzt und auf den Kühlmantel wurde verzichtet. Es soll auch Magazine für 20, 40 und 50 Patronen gegeben haben. Das Modell VMP M1930 verwendete eine ähnliche teleskopartige Schließfeder wie die späteren Maschinenpistolen MP 38, MP 40 und MP 41. Das Patent für diese Entwicklung erhielt Heinrich Vollmer 1933. Diese Vollmer-Maschinenpistolen hatten eine Kadenz von 600 Schuss/min und waren für dieselben Patronen wie die spätere Erma EMP eingerichtet.
Die Entwicklung der VMP-Modelle wurde teilweise von der Reichswehr heimlich unterstützt und finanziert. Offiziell durften im Deutschen Reich wegen des Versailler Vertrages keine Maschinenpistolen entwickelt bzw. hergestellt werden. Diese Zusammenarbeit wurde vermutlich einerseits wegen der Weltwirtschaftskrise, andererseits wegen der ablehnenden Haltung der militärischen Führung gegenüber Maschinenpistolen plötzlich abgebrochen. Von den frühen Vollmer-Maschinenpistolen wurden insgesamt 350 bis 400 Stück von den Vollmer Werken hergestellt. Aufgrund der geringen produzierten Stückzahl konnte Heinrich Vollmer mit diesen Modellen nicht kommerziell erfolgreich werden. Deshalb wandte sich Vollmer an die Erfurter Maschinen- und Werkzeugfabrik Berthold Geipel GmbH, um die Produktion und den Verkauf seiner Maschinenpistolen in großen Stückzahlen zu finanzieren. Daraufhin wurden die VMP M1930 leicht verbessert und wieder mit dem früheren Kühlmantel ausgestattet. Diese Waffen wurden unter den Bezeichnungen EMP, MPE und EMP 35 von der Firma ERMA, die die Lizenzrechte von Vollmer gekauft hatte, in vier Versionen hergestellt und weltweit verkauft.

## Versionen
Die Erma EMP wurde im Deutschen Reich in vier bekannten Versionen hergestellt:
- Version mit kurzem Lauf, ohne Bajonetthalterung (als Standardmodell oder EMP 35 bezeichnet und am häufigsten produziert)
- Version mit langem Lauf und Bajonetthalterung (hauptsächlich nach Jugoslawien exportiert)
- Version ohne Pistolengriff und meist ohne Sicherung
- Spezialversion mit Schalldämpfer (im Kaliber 9 × 19 mm  Para, ausschließlich in Frankreich eingesetzt)

Es ist möglich, dass es noch weitere Modelle mit verschiedenen Lauflängen und anderen Modifikationen gab. Vermutlich wurden alle Versionen in verschiedenen Kalibern angeboten. Darüber hinaus wurden Erma-EMP-Maschinenpistolen unter Lizenz in Spanien und der Schweiz hergestellt. In Spanien wurde die Waffe als MP 41/44 (nicht zu verwechseln mit der Furrer MP 41/44) bezeichnet und mit einer zusätzlichen Sicherung ausgestattet, mit der man den Verschluss blockieren konnte. Die MP 41/44 war für das Kaliber 9 × 23 mm Bergmann-Bayard (in Spanien als 9 mm Largo bekannt) eingerichtet und wurde vermutlich ab 1940 bis in die 1950er Jahre unter dem Franco-Regime hergestellt. Die in der Schweiz hergestellten Waffen wurden hauptsächlich nach Jugoslawien und Frankreich exportiert. Außerdem wurde die polnische Mors M1939 nach dem Vorbild von Erma-EMP-Maschinenpistolen entwickelt, die angeblich aus Belgien stammten.

## Verwendung
Im Deutschen Reich wurde die Erma EMP hauptsächlich von Polizei und Schutzstaffel eingesetzt. In Spanien waren die Waffen auf beiden Seiten im Spanischen Bürgerkrieg beliebt, was vermutlich dazu führte, dass die EMP in Spanien ebenfalls produziert wurde. Als der Bürgerkrieg endete, flüchtete eine große Anzahl der Republikaner, bewaffnet mit EMP-Maschinenpistolen (im Kaliber 9 × 19 mm Para), nach Frankreich. An der französischen Grenze wurden deshalb etwa 3250 solche Maschinenpistolen konfisziert. Von diesen Waffen wurden 700 bis 800 Stück während des Westfeldzuges gegen die deutsche Wehrmacht eingesetzt. Dadurch gelangten die Waffen nach der französischen Kapitulation wieder in die Hände der deutschen Besatzer und bekamen hier die Bezeichnung MP 740 (f). Die Erma EMP wurde auch von Bolivien und Paraguay während des Chacokrieges verwendet. Außerdem wurden solche Waffen nach Mexiko verkauft.

## Konstruktion
Die Erma EMP ist ein zuschießender Rückstoßlader mit unverriegeltem Masseverschluss. Da sich die teleskopartige Schließfeder teilweise im Verschluss befindet, ist dieser außergewöhnlich lang. Die Konstruktion der Schließfeder soll vor Verschmutzung schützen und das Zerlegen der Waffe vereinfachen. Der Schlagbolzen ist fest am Verschlusskopf fixiert. Der Spanngriff befindet sich auf der rechten Seite und kann in der hinteren Position in einer Sicherheitsraste, wie bei den Maschinenpistolen MP 18 und MP 40, fixiert werden. Die Waffe verfügt am Mittelschaft über einen Pistolengriff aus Holz. Bei manchen Modellen ist in diesem ein einbeiniges Stativ untergebracht. Dieses kann bei Bedarf herausgezogen und zur Stabilisierung der Waffe wie ein Zweibein verwendet werden. Der Feuerwahlhebel befindet sich auf der rechten Seite über dem Abzug. Die Erma-Maschinenpistolen waren entweder mit einem Schiebevisier oder einem Klappvisier als Zielvorrichtung ausgestattet. Das Klappvisier kann für eine Distanz von 100 oder 200 Meter eingestellt werden, das Schiebevisier für 50 bis 1000 Meter. Die Mündungsgeschwindigkeit beträgt 360 Meter pro Sekunde, die maximale Einsatzschussweite 200 Meter.
Die Spezialversion mit Schalldämpfer ist für das Kaliber 9 × 19 mm Para eingerichtet und wird mit 32-schüssigen Stangenmagazinen geladen. Die Gesamtlänge beträgt 1187 mm, die Lauflänge 248 mm. Die Munition wird mit einer Kadenz von 350 Schuss/min und einer Mündungsgeschwindigkeit von 305 Metern pro Sekunde verschossen.
Die spanische MP 41/44 verfügt über eine zusätzliche Sicherung, um das typische Sicherheitsproblem von zuschießenden Maschinenpistolen zu bewältigen. Wenn eine zuschießende Waffe einem Schlag ausgesetzt wird, oder sich der Spannhebel verfängt, könnte es sein, dass der Verschluss zurückgleitet. Sollte der Verschluss weit genug zurückgleiten, um eine geladene Patrone aus dem Magazin aufzunehmen, aber nicht weit genug, um vom Abzugsmechanismus gehalten zu werden, könnte sich unbeabsichtigt ein Schuss lösen. Deshalb wurde die MP 41/44 mit einem Sicherungsschalter auf der Unterseite ausgestattet. Dieser fängt, wenn er betätigt wird, den Verschluss rechtzeitig auf, um eine unbeabsichtigte Schussabgabe zu verhindern.